# Rihannina diskografija
Diskografija Rihanne, barbadoške pjevačice, obuhvaća 5 studijskih albuma, jedan kompilacijski album, jedan DVD-a s nastupom uživo 34 singla (uključujući dva promotivna singla, sedam gostujućih singlova i tri humanitarna singla), te 25 glazbenih videa. Rihanna je debitirala na top ljestvicama 2005. godine sa singlom "Pon de Replay", nakon što je potpisala ugovor s diskografskom kućom Def Jam Records.  Postigao je veliki uspjeh u zemljama engleskog govornog područja te je nagrađen s nekoliko zlatnih i platinastih certifikacija. Music of the Sun, Rihannin debitantski album, sadržavao je karipske reggae i dancehall ritmove u kombinaciji sa sintezom urbanog dance-popa. Drugi singl s albuma bio "If It's Lovin' that You Want" koji je imao više urban pop zvuk, suprotan trpskom zvuku albuma. Treći singl, "Let Me", objavljen je samo u Japanu.
Iduće godine objavljen je njen drugi album A Girl like Me, koji je sadržavao manje egzotičnih, a više urbanih pjesama te su njegovi singlovi postigli veći uspjeh nego oni s albuma Music of the Sun. "SOS" postao je Rihannin prvi broj 1 singl u SAD-u. Drugi singl s albuma, "Unfaithful", je dospio među prvih deset pjesama u SAD-u. Ostali singlovi objavljeni s albuma A Girl Like Me su "We Ride" i "Break It Off". Godine 2007., Rihanna je surađivala s J-Statusom i Shontelle na pjesmi "Roll It" prije nego što je objavila svoj treći studijski album Good Girl Gone Bad, u lipnju 2007. godine. Album je svojevrsna mješavina dancehalla, reggaea i balada, te mnogo europskog dance-popa. Prvi singl s albuma, "Umbrella", duet s reperom Jay Z-jem, dospio je na prvo mjesto top ljestvica u više od 9 država, a ostali, također uspješni singlovi s albuma su "Shut Up and Drive", "Don't Stop the Music" i "Hate That I Love You", duet s Ne-Yoom. Godine 2008. objavljeno je ponovno izdanje albuma pod imenom Good Girl Gone Bad: Reloaded s kojeg su objavljena još tri singla, "Take a Bow", "Disturbia" i "Rehab". Između 2008. i 2009. godine, Rihanna se pojavljivala na singlovima od Maroon 5, T.I.-a, Jay Z-ja i Kanyeja Westa, te u humanitarnom singlu "Just Stand Up!".
Rihannin četvrti studijski album, Rated R, objavljen je u studenome 2009. godine. Njegov ton opisan je kao mračan i zreo. S albuma Rated R objavljeni su singlovi  "Russian Roulette", "Hard"—suradnja s reperom Jeezyjem, "Rude Boy", "Te Amo" i "Rockstar 101"—na kojem se pojavljuje gitarist glazbenog sastava Guns N' Roses, Slash. Rihanna se također pojavila na singlu "Love the Way You Lie" od repera Eminema, koji je postigao veliki uspjeh diljem svijeta. Loud, Rihannin peti studijski album, objavljen je u studenome 2010. godine. S njega su objavljena tri singla, "Only Girl (In the World)", "What's My Name?" — suradnju s Drakeom, te "S&M". Do listopada 2010. godine Rihanna je diljem svijeta prodala više od 23 milijuna albuma i imala singlove na vrhu ljestvica u 35 država.

## Albumi

### Studijski albumi
| Godina | Naziv albuma | Najviše pozicije na ljestvicama | Najviše pozicije na ljestvicama | Najviše pozicije na ljestvicama | Najviše pozicije na ljestvicama | Najviše pozicije na ljestvicama | Najviše pozicije na ljestvicama | Najviše pozicije na ljestvicama | Najviše pozicije na ljestvicama | Najviše pozicije na ljestvicama | Najviše pozicije na ljestvicama | Certifikacije |
| Godina | Naziv albuma | AUS                             | FIN                             | FRA                             | IRS                             | KAN                             | NZ                              | NJEM                            | SAD                             | ŠVI                             | UK                              | Certifikacije |
| ------ | --- | ------------------------------- | ------------------------------- | ------------------------------- | ------------------------------- | ------------------------------- | ------------------------------- | ------------------------------- | ------------------------------- | ------------------------------- | ------------------------------- | --- |
| 2005.  | Music of the Sun - Objavljen: 30. kolovoza 2005. - Diskografska kuća: Def Jam - Format: CD, digitalno preuzimanje   | —                               | —                               | 93                              | 12                              | 7                               | 26                              | 31                              | 10                              | 38                              | 35                              | - KAN: platinasta - NZ: zlatna - UK: zlatna - SAD: zlatna                                                                |
| 2006.  | A Girl Like Me - Objavljen: 25. travnja 2006. - Diskografska kuća: Def Jam - Format: CD, digitalno preuzimanje      | 9                               | 30                              | 18                              | 5                               | 1                               | 7                               | 13                              | 6                               | 5                               | 5                               | - AUS: platinasta - KAN: 2× platinasta - IRS: 2× platinasta - UK: platinasta                                             |
| 2007.  | Good Girl Gone Bad - Objavljen: 30. svibnja 2007. - Diskografska kuća: Def Jam - Formati: CD, digitalno preuzimanje | 2                               | 7                               | 8                               | 1                               | 1                               | 4                               | 4                               | 2                               | 1                               | 1                               | - AUS: 3× platinasta - IRS: 3× platinasta - KAN: 5× platinasta - NZ: platinasta - SAD: 2x platinasta - UK: 5× platinasta |
| 2009.  | Rated R - Objavljen: 23. studenoga 2009. - Diskografska kuća: Def Jam - Formati: CD, digitalno preuzimanje          | 12                              | 14                              | 10                              | 7                               | 5                               | 14                              | 4                               | 4                               | 1                               | 9                               | - AUS: platinasta - KAN: platinasta - IRL: platinasta - UK: 2× platinasta - SAD: platinasta                              |
| 2010.  | Loud - Objavljen: 12. studenoga 2010. - Diskografska kuća: Def Jam - Formati: CD, digitalno preuzimanje             | 2                               | 7                               | 3                               | 1                               | 1                               | 4                               | 2                               | 3                               | 1                               | 1                               | - AUS: platinasta - KAN: 2× platinasta - NZ: platinasta - UK: 3× platinasta - SAD: platinasta                            |
| 2011.  | Talk That Talk - Objavljen: 21. studenoga 2011. - Diskografska kuća: Def Jam - Formati: CD, digitalno preuzimanje   | 5                               | 16                              | 2                               | 2                               | 3                               | 1                               | 3                               | 3                               | 1                               | 1                               | |
| 2012.  | Unapologetic - Objavljen: 19. studenoga 2012. - Diskografska kuća: Def Jam - Formati: CD, digitalno preuzimanje     | 8                               | 12                              | 3                               | 1                               | 1                               | 5                               | 3                               | 1                               | 1                               | 1                               | |

### Kompilacijski albumi
| Album                                                                                      | O albumu | Najviše pozicije na ljestvicama | Najviše pozicije na ljestvicama | Najviše pozicije na ljestvicama | Najviše pozicije na ljestvicama |
| Album                                                                                      | O albumu | GRČ                             | SAD                             | SAD Dance                       | SAD R&B                         |
| ------------------------------------------------------------------------------------------ | --- | ------------------------------- | ------------------------------- | ------------------------------- | ------------------------------- |
| 2009.                                                                                      | Good Girl Gone Bad: The Remixes - Objavljeno: 27. siječnja 2009. - Izdavač: Def Jam - Format: CD, digitalno preuzimanje | —                               | 106                             | 4                               | 59                              |
| 2009.                                                                                      | Rihanna 3CD Collector's Set - Objavljeno: 15. prosinca 2009. - Izdavač: Def Jam - Format: CD                            | —                               | —                               | —                               | 80                              |
| 2009.                                                                                      | Rated R: Remixed - Objavljeno: 25. svibnja 2010. - Izdavač: Def Jam - Formati: CD, digitalno preuzimanje                | 4                               | 158                             | 6                               | 33                              |
| "—" znači da naslov nije dospio na određenu ljestvicu ili nije objavljen u toj teritoriji. | |                                 |                                 |                                 |                                 |

## Singlovi
| Godina | Singl                                 | Top liste | Top liste | Top liste | Top liste | Top liste | Top liste | Top liste | Top liste | Top liste | Top liste | Certifikacije                   | Album                                 |
| Godina | Singl                                 | AUS       | FIN       | FRA       | IRS       | KAN       | NZL       | NJEM      | SWI       | UK        | SAD       | Certifikacije                   | Album                                 |
| ------ | ------------------------------------- | --------- | --------- | --------- | --------- | --------- | --------- | --------- | --------- | --------- | --------- | ------------------------------- | ------------------------------------- |
| 2005.  | "Pon de Replay"                       | 6         | 8         | 18        | 2         | 3         | 1         | 6         | 3         | 2         | 2         | - SAD: platinasta               | Music of the Sun                      |
| 2005.  | "If It's Lovin' that You Want"        | 9         | —         | —         | 8         | —         | 9         | 25        | 19        | 11        | 36        |                                 | Music of the Sun                      |
| 2006.  | "SOS"                                 | 1         | 3         | 12        | 3         | 1         | 3         | 2         | 3         | 2         | 1         | - SAD: platinasta               | A Girl like Me                        |
| 2006.  | "Unfaithful"                          | 2         | 13        | 7         | 2         | 1         | 4         | 2         | 1         | 2         | 6         | - SAD: platinasta               | A Girl like Me                        |
| 2006.  | "We Ride"                             | 24        | 4         | —         | 17        | —         | 7         | 45        | 42        | 17        | —         |                                 | A Girl like Me                        |
|        | "Break It Off" (feat. Sean Paul)      | —         | —         | —         | —         | 19        | —         | —         | —         | —         | 9         |                                 | A Girl like Me                        |
| 2007.  | "Umbrella" (feat. Jay Z)              | 1         | 2         | 6         | 1         | 1         | 1         | 1         | 1         | 1         | 1         | - SAD: 3× platinasta            | Good Girl Gone Bad i Reloaded izdanje |
| 2007.  | "Shut Up and Drive"                   | 4         | 3         | —         | 5         | 7         | 12        | 6         | 14        | 5         | 15        | - AUS: zlatna - SAD: platinasta | Good Girl Gone Bad i Reloaded izdanje |
| 2007.  | "Don't Stop The Music"                | 1         | 3         | 1         | 6         | 2         | 3         | 1         | 1         | 4         | 3         | - SAD: 3× platinasta            | Good Girl Gone Bad i Reloaded izdanje |
| 2007.  | "Hate That I Love You" (feat. Ne-Yo)  | 14        | —         | 16        | 13        | 17        | 6         | 11        | 13        | 15        | 7         | - SAD: platinasta               | Good Girl Gone Bad i Reloaded izdanje |
| 2008.  | "Take a Bow"                          | 3         | 17        | 12        | 1         | 1         | 2         | 6         | 7         | 1         | 1         | - SAD: 2× platinasta            | Good Girl Gone Bad i Reloaded izdanje |
| 2008.  | "Disturbia"                           | 6         | 2         | 3         | 4         | 2         | 1         | 5         | 4         | 3         | 1         | - SAD: 4× platinasta            | Good Girl Gone Bad i Reloaded izdanje |
| 2008.  | "Rehab"                               | 26        | —         | —         | 22        | 19        | 12        | 4         | 13        | 16        | 18        | - NZ: zlatna                    | Good Girl Gone Bad i Reloaded izdanje |
| 2009.  | "Russian Roulette"                    | 7         | 3         | 4         | 5         | 9         | 9         | 2         | 1         | 2         | 9         | - SAD: zlatna                   | Rated R                               |
| 2009.  | "Hard" (feat. Jeezy)                  | 51        | —         | —         | 33        | 9         | 15        | —         | —         | 42        | 8         |                                 | Rated R                               |
| 2009.  | "Wait Your Turn"                      | 82        | —         | —         | 32        | —         | —         | —         | —         | 45        | —         |                                 | Rated R                               |
| 2010.  | "Rude Boy"                            | 1         | 7         | 8         | 3         | 7         | 3         | 4         | 5         | 2         | 1         | - SAD: 2× platinasta            | Rated R                               |
| 2010.  | "Rockstar 101" (feat. Slash)          | 24        | —         | —         | —         | —         | —         | —         | —         | —         | 64        |                                 | Rated R                               |
| 2010.  | "Te Amo"                              | 22        | 14        | 66        | 16        | 66        | —         | 11        | 9         | 14        | —         | - AUS: zlatna                   | Rated R                               |
| 2010.  | "Only Girl (In the World)"            | 1         | 2         | 2         | 1         | 1         | 1         | 2         | 2         | 1         | 1         | - UK: platinasta                | Loud                                  |
| 2010.  | "What's My Name?"                     | 18        | —         | 16        | 3         | 5         | 3         | 12        | 13        | 1         | 1         | - UK: platinasta                | Loud                                  |
| 2011.  | "Raining Men" (feat. Nicki Minaj)     | —         | —         | —         | —         | —         | —         | —         | —         | 142       | —         |                                 | Loud                                  |
| 2011.  | "S&M"                                 | 1         | 5         | 3         | 3         | 3         | 2         | 7         | 10        | 3         | 3         | - UK: srebrna                   | Loud                                  |
| 2011.  | "Man Down"                            | —         | —         | 6         | —         | 63        | —         | —         | 59        | —         | 58        |                                 | Loud                                  |
| 2011.  | "California King Bed"                 | 4         | —         | 48        | 13        | 20        | 4         | 9         | 52        | 22        | 8         | - NZL: zlatna                   | Loud                                  |
| 2011.  | "Cheers (Drink to That)"              | 6         | —         | 64        | 16        | 6         | 5         | —         | 66        | 15        | 7         |                                 | Loud                                  |
| 2011.  | "We Found Love" (feat. Calvin Harris) | 2         | 1         | 1         | 1         | 1         | 1         | 1         | 1         | 1         | 1         |                                 | Talk That Talk                        |
| 2011.  | "You da One"                          | 26        | —         | 28        | 12        | 12        | 10        | —         | 36        | 16        | 14        |                                 | Talk That Talk                        |
| 2012.  | "Talk That Talk" (feat. Jay Z)        | 28        | —         | 24        | 22        | 30        | 37        | —         | 11        | 25        | 31        |                                 | Talk That Talk                        |
| 2012.  | "Birthday Cake" (feat. Chris Brown)   | —         | —         | —         | —         | —         | —         | —         | —         | —         | 24        |                                 | Talk That Talk                        |
| 2012.  | "Where Have You Been"                 | 6         | —         | 2         | 8         | 26        | 4         | 17        | 15        | 6         | 5         |                                 | Talk That Talk                        |
| 2012.  | "Diamonds"                            | 6         | 1         | 1         | 2         | 1         | 2         | 1         | 1         | 1         | 1         |                                 | Unapologetic                          |
| 2013.  | "Stay" (feat. Mikky Ekko)             | 6         | —         | 2         | 2         | 3         | 7         | 5         | 6         | 4         | 3         |                                 | Unapologetic                          |
| 2013.  | "Pour It Up"                          | —         | —         | 191       | —         | —         | —         | —         | —         | —         | 22        |                                 | Unapologetic                          |

### Kao pomoćni izvođač
| Godina                                                                                    | Singl                                                     | Najviša mjesta na ljestvicama | Najviša mjesta na ljestvicama | Najviša mjesta na ljestvicama | Najviša mjesta na ljestvicama | Najviša mjesta na ljestvicama | Najviša mjesta na ljestvicama | Najviša mjesta na ljestvicama | Najviša mjesta na ljestvicama | Najviša mjesta na ljestvicama | Najviša mjesta na ljestvicama | Certifikacije        | Album                             |
| Godina                                                                                    | Singl                                                     | AUS                           | KAN                           | FIN                           | FRA                           | NJEM                          | IRS                           | NZ                            | ŠVI                           | UK                            | SAD                           | Certifikacije        | Album                             |
| ----------------------------------------------------------------------------------------- | --------------------------------------------------------- | ----------------------------- | ----------------------------- | ----------------------------- | ----------------------------- | ----------------------------- | ----------------------------- | ----------------------------- | ----------------------------- | ----------------------------- | ----------------------------- | -------------------- | --------------------------------- |
| 2007.                                                                                     | "Roll It" (J-Status feat. Shontelle i Rihanna)            | —                             | —                             | 8                             | —                             | 33                            | —                             | —                             | 89                            | —                             | —                             | —                    | The Beginning                     |
| 2008.                                                                                     | "If I Never See Your Face Again" (Maroon 5 feat. Rihanna) | 11                            | 12                            | —                             | —                             | —                             | 16                            | 21                            | 52                            | 28                            | 51                            | —                    | It Won't Be Soon Before Long      |
| 2008.                                                                                     | "Live Your Life" (T.I. feat. Rihanna)                     | 3                             | 4                             | —                             | 17                            | 12                            | 3                             | 2                             | 8                             | 2                             | 1                             | - SAD: 3× platinasta | Paper Trail                       |
| 2009.                                                                                     | "Run This Town" (Jay Z feat. Rihanna i Kanye West)        | 9                             | 6                             | —                             | —                             | 18                            | 3                             | 9                             | 9                             | 1                             | 2                             | - SAD: 2× platinasta | The Blueprint 3                   |
| 2010.                                                                                     | "Love the Way You Lie" (Eminem feat. Rihanna)             | 1                             | 1                             | 1                             | 3                             | 1                             | 1                             | 1                             | 1                             | 2                             | 1                             | - ŠVI: 2× platinasta | Recovery                          |
| 2010.                                                                                     | "Who's That Chick?" (David Guetta feat. Rihanna)          | 7                             | 26                            | 5                             | 5                             | 6                             | 4                             | 8                             | 8                             | 6                             | 51                            | - UK: srebrna        | One More Love                     |
| 2011.                                                                                     | "All of the Lights" (Kanye West feat. Rihanna)            | 26                            | 53                            | —                             | 56                            | —                             | 13                            | 13                            | 46                            | 15                            | 19                            |                      | My Beautiful Dark Twisted Fantasy |
| "—" znači da naslov nije dospio na određenu ljestvicu ili nije objavljen na tom području. |                                                           |                               |                               |                               |                               |                               |                               |                               |                               |                               |                               |                      |                                   |

### Humanitarni singlovi
| Singl                                                                                     | Godina | Najviša mjesta na ljestvicama | Najviša mjesta na ljestvicama | Najviša mjesta na ljestvicama | Najviša mjesta na ljestvicama | Najviša mjesta na ljestvicama | Najviša mjesta na ljestvicama | Najviša mjesta na ljestvicama | Najviša mjesta na ljestvicama | Napomena                                                                                    |
| Singl                                                                                     | Godina | AUS                           | AUT                           | KAN                           | FIN                           | IRL                           | NZL                           | UK                            | SAD                           | Napomena                                                                                    |
| ----------------------------------------------------------------------------------------- | ------ | ----------------------------- | ----------------------------- | ----------------------------- | ----------------------------- | ----------------------------- | ----------------------------- | ----------------------------- | ----------------------------- | ------------------------------------------------------------------------------------------- |
| "Just Stand Up!" (s Artists Stand Up to Cancer)                                           | 2008.  | 39                            | 73                            | 10                            | —                             | 11                            | 19                            | 26                            | 11                            | Dio kampanje Stand Up to Cancer.                                                            |
| "Redemption Song"                                                                         | 2010.  | —                             | —                             | 82                            | —                             | —                             | —                             | —                             | 81                            | Obrada pjesme od Boba Marleya za kampanju za žrtve potresa na Haitiju 2010.                 |
| "Stranded (Haiti Mon Amour)" (Jay Z feat. Bono, The Edge i Rihanna)                       | 2010.  | —                             | 10                            | 6                             | 14                            | 3                             | —                             | 41                            | 16                            | Humanitarna pjesma za album Hope for Haiti Now za teleton za žrtve potresa na Haitiju 2010. |
| "—" znači da naslov nije dospio na određenu ljestvicu ili nije objavljen na tom području. |        |                               |                               |                               |                               |                               |                               |                               |                               |                                                                                             |

### Promotivni singlovi
| Singl                                                                                     | Godina | Najviša mjesta na ljestvicama | Najviša mjesta na ljestvicama | Najviša mjesta na ljestvicama | Album   |
| Singl                                                                                     | Godina | AUS                           | IRS                           | UK                            | Album   |
| ----------------------------------------------------------------------------------------- | ------ | ----------------------------- | ----------------------------- | ----------------------------- | ------- |
| "Wait Your Turn"                                                                          | 2009.  | 82                            | 32                            | 45                            | Rated R |
| "—" znači da naslov nije dospio na određenu ljestvicu ili nije objavljen na tom području. |        |                               |                               |                               |         |

## Ostale pjesme koje su dospjele na top ljestvice
| Pjesma                                                                             | Godina | Najviše pozicije na top ljestvicama | Najviše pozicije na top ljestvicama | Najviše pozicije na top ljestvicama | Najviše pozicije na top ljestvicama | Najviše pozicije na top ljestvicama | Najviše pozicije na top ljestvicama | Najviše pozicije na top ljestvicama | Album          |
| Pjesma                                                                             | Godina | KAN                                 | ŠPA                                 | NOR                                 | ŠVI                                 | UK                                  | SAD                                 | SAD R&B                             | Album          |
| ---------------------------------------------------------------------------------- | ------ | ----------------------------------- | ----------------------------------- | ----------------------------------- | ----------------------------------- | ----------------------------------- | ----------------------------------- | ----------------------------------- | -------------- |
| "Numba 1 (Tide Is High)" (Kardinal Offishall feat. Rihanna ili Nicole Scherzinger) | 2008.  | 47                                  | —                                   | —                                   | —                                   | —                                   | —                                   | —                                   | Not 4 Sale     |
| "A Girl like Me"                                                                   | 2009.  | —                                   | 25                                  | —                                   | —                                   | —                                   | —                                   | —                                   | A Girl like Me |
| "A Million Miles Away"                                                             | 2009.  | —                                   | 38                                  | —                                   | —                                   | —                                   | —                                   | —                                   | A Girl like Me |
| "Fading"                                                                           | 2010.  | —                                   | —                                   | —                                   | —                                   | 187                                 | —                                   | —                                   | Loud           |
| "Love the Way You Lie (Part II)" (feat. Eminem)                                    | 2010.  | 19                                  | —                                   | —                                   | —                                   | 160                                 | —                                   | —                                   | Loud           |
| "Fly" (Nicki Minaj feat. Rihanna)                                                  | 2010.  | 87                                  | —                                   | —                                   | —                                   | —                                   | 76                                  | —                                   | Pink Friday    |
| "—" znači da naslov nije dospio na top ljestvicu.                                  |        |                                     |                                     |                                     |                                     |                                     |                                     |                                     |                |

## Gostujuća pojavljivanja
| Godina | Pjesma                | Album/Singl               | Izvođač       |
| ------ | --------------------- | ------------------------- | ------------- |
| 2005.  | "The One"             | 534                       | Memphis Bleek |
| 2005.  | "Boom Boom"           | Ghetto Story              | Cham          |
| 2007.  | "First Time"          | From Nothin' to Somethin' | Fabolous      |
| 2007.  | "Livin' a Lie"        | Love Hate                 | The-Dream     |
| 2008.  | "Where Do We Go"      | Razah                     | Razah         |
| 2008.  | "Throw Your Hands Up" | Let's Get Physical        | Elephant Man  |
| 2010.  | "Fly"                 | Pink Friday               | Nicki Minaj   |

## Videospotovi
| Godina | Naslov                                                 | Redatelj(i)               |
| ------ | ------------------------------------------------------ | ------------------------- |
| 2005.  | "Pon de Replay"                                        | Little X                  |
| 2005.  | "If It's Lovin' That You Want"                         | Marcus Raboy              |
| 2006.  | "SOS"                                                  | Chris Applebaum           |
| 2006.  | "Unfaithful"                                           | Anthony Mandler           |
| 2006.  | "We Ride"                                              | Anthony Mandler           |
| 2007.  | "Umbrella"                                             | Chris Applebaum           |
| 2007.  | "Shut Up and Drive"                                    | Anthony Mandler           |
| 2007.  | "Don't Stop the Music"                                 | Anthony Mandler           |
| 2007.  | "Hate That I Love You"                                 | Anthony Mandler           |
| 2008.  | "Take a Bow"                                           | Anthony Mandler           |
| 2008.  | "If I Never See Your Face Again" (s Maroon 5)          | Anthony Mandler           |
| 2008.  | "Disturbia"                                            | Anthony Mandler i Rihanna |
| 2008.  | "Rehab"                                                | Anthony Mandler           |
| 2008.  | "Live Your Life" (s T.I.-jem)                          |                           |
| 2009.  | "Paranoid" (s Kanyjem Westom; gostujuće pojavljivanje) | Nabil Elderkin            |
| 2009.  | "Run This Town" (with Jay Z and Kanye West)            | Anthony Mandler           |
| 2009.  | "Wait Your Turn"                                       | Anthony Mandler           |
| 2009.  | "Russian Roulette"                                     | Anthony Mandler           |
| 2009.  | "Hard"                                                 | Melina Matsoukas          |
| 2010.  | "Rude Boy"                                             | Melina Matsoukas          |
| 2010.  | "Rockstar 101"                                         | Melina Matsoukas          |
| 2010.  | "Te Amo"                                               | Anthony Mandler           |
| 2010.  | "Love the Way You Lie" (s Eminemom)                    | Joseph Kahn               |
| 2010.  | "Who's That Chick?" (dnevna i noćna inačica)           | Jonas Åkerlund            |
| 2010.  | "Only Girl (In the World)"                             | Anthony Mandler           |
| 2010.  | "What's My Name?"                                      | Philip Andelman           |
| 2011.  | "S&M pjesma"                                           | Melina Matsoukas          |
| 2011.  | "All of the Lights"                                    | Hype Williams             |

## DVD-ovi
| Godina | Album | Top-ljestvice | Top-ljestvice | Top-ljestvice | Top-ljestvice | Top-ljestvice | Certifikacije                   |
| Godina | Album | AUS           | BE-FLA        | BE-VAL        | ITA           | SAD           | Certifikacije                   |
| ------ | --- | ------------- | ------------- | ------------- | ------------- | ------------- | ------------------------------- |
| 2008.  | Good Girl Gone Bad Live - Objavljen: 12. lipnja 2008. - Produkcijska kuća: Def Jam - Snimka koncerta s turneje Good Girl Gone Bad Tour | 6             | 2             | 2             | 9             | 6             | - AUS: platinasta - SAD: zlatna |

## Vanjske poveznice
- Rihannina službena stranica